# Württembergische III
Die Lokomotiven der Klasse III waren die ersten nicht amerikanischen Fahrzeuge der Königlich Württembergischen Staats-Eisenbahnen.
Sie sind ein verbesserter Nachbau der Württembergischen Lokomotiven Klasse I, die von Norris in Philadelphia hergestellt wurden.

## Geschichte

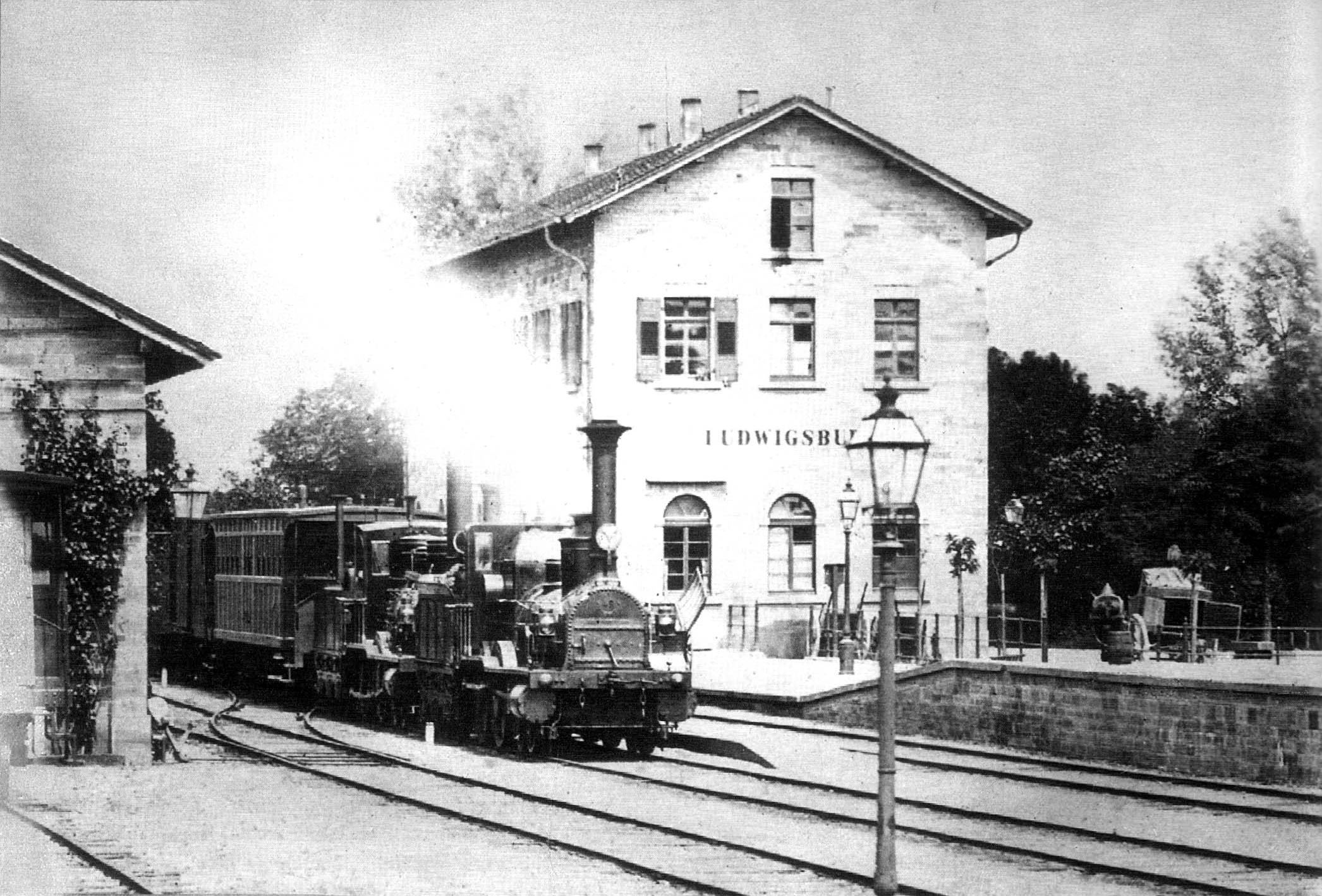
Zug mit zwei Lokomotiven der Klasse III in Ludwigsburg

Die Königlich Württembergischen Staats-Eisenbahnen sammelte erste Erfahrungen mit den amerikanischen Dampflokomotiven der Klasse I und der Klasse II. Von der besseren Dampflokomotivenbauart der Klasse I bestellte sie 1846 insgesamt 18 Lokomotiven als Nachbau in einer verbesserten Ausführung.
Drei Dampflokomotiven wurden von J. A. Maffei 1847 geliefert. Die anderen 15 Lokomotiven wurden bei Emil Keßler bestellt. Die ersten sechs Dampflokomotiven wurden schon 1846 von seinem Unternehmen, der Maschinenbau-Gesellschaft Karlsruhe geliefert. In den folgenden beiden Jahren wurden die restlichen Lokomotiven in der von Emil Keßler neu gegründeten Maschinenfabrik Esslingen hergestellt. Die erste in der Maschinenfabrik Esslingen hergestellte Dampflokomotive erhielt den Namen Esslingen.
Nach 1849 wurden weitere 23 Lokomotiven von der Maschinenfabrik Esslingen beschafft. Danach folgte 1854 die verbesserte Nachfolgebaureihe Klasse V.

### Explosion der Lokomotive Besigheim
Am 6. November 1853 explodierte in Heilbronn der Stehkessel der Lokomotive Nummer 11 Besigheim. Das Unglück forderte ein Menschenleben und drei Schwerverletzte. Die Lokomotive stand mit frischem Wasser und Holz auf der Reinigungsgrube vor dem Lokomotivschuppen. Ein Verschulden des Lokomotivperonals wurde ausgeschlossen. Als konstruktiver Schwachpunkt wurde der Vierseitkessel ausgemacht.
Die erst angelaufene Produktion der verbesserten Nachfolgebaureihe Klasse V wurde schon nach 5 Exemplaren gestoppt. Bei den nachfolgenden Baureihen wurden dann ausschließlich der Cramptonkessel mit glatter Feuerbüchse verwendet.
1858 wurden die Lokomotiven der Klasse III und Klasse V gemeinsam als Klasse C bezeichnet. Als deren Nachfolgebaureihe wurde ab 1856 die Klasse VII gebaut, die ab 1858 als Klasse D bezeichnet wurde. Nach und nach baute man die alten Lokomotiven auf gewöhnliche Stehkessel nach dem Vorbild der Klasse VII / D um und bezeichnete sie ab 1864 als Klasse D. Nicht umgebaute Maschinen der Klasse III wurden weiterhin als Klasse C bezeichnet.

## Fahrzeugliste
| Fabrik- nummer | Baujahr | Bahnnummer K.W.St.E. | Name         | Klasse 1864 | 1. Umbau | 1. Umbau   | 1. Umbau | 2. Umbau | 2. Umbau  | 2. Umbau | ausge- mustert | Bemerkung                            |
| Fabrik- nummer | Baujahr | Bahnnummer K.W.St.E. | Name         | Klasse 1864 | Jahr     | Klasse     | Bauart   | Jahr     | Klasse    | Bauart   | ausge- mustert | Bemerkung                            |
| -------------- | ------- | -------------------- | ------------ | ----------- | -------- | ---------- | -------- | -------- | --------- | -------- | -------------- | ------------------------------------ |
|                | 1846    | 7                    | Stuttgart    | D (alt)     | 1877     | B2 (Umbau) | 1B n2    | 1897     | Ab        | 1B n2    |                |                                      |
|                | 1846    | 8                    | Ludwigsburg  | D (alt)     |          |            |          |          |           |          |                |                                      |
|                | 1846    | 9                    | Cannstatt    | C (alt)     |          |            |          |          |           |          |                | 1864 an Kirchheimer EB verkauft      |
|                | 1846    | 10                   | Eyach        | C (alt)     |          |            |          |          |           |          |                | 1864 an Kirchheimer EB verkauft      |
|                | 1846    | 11                   | Besigheim    | D (alt)     | 1869     | B3         | 1B n2    |          |           |          | 1911           | 06.11.1853 Explosion des Stehkessels |
|                | 1846    | 12                   | Heilbronn    | D (alt)     | 1876     | B3         | 1B n2    | 1895     | Fb        | 1'C n2   |                |                                      |
| 18             | 1847    | 13                   | Riss         | C (alt)     | 1871     | D (Umbau)  | 1B n2    | 1892     | T2        | 1B n2t   | 1909           |                                      |
| 19             | 1847    | 14                   | Bodensee     | C (alt)     | 1871     | D (Umbau)  | 1B n2    | 1890     | T2        | 1B n2t   | 1909           |                                      |
| 20             | 1847    | 15                   | Schussen     | C (alt)     | 1871     | D (Umbau)  | 1B n2    | 1893     | T2        | 1B n2t   |                |                                      |
| 1              | 1847    | 16                   | Esslingen    | C (alt)     | 1871     | D (Umbau)  | 1B n2    | 1891     | T2        | 1B n2t   | 1911           |                                      |
| 2              | 1847    | 17                   | Plochingen   | C (alt)     | 1879     | B3         | 1B n2    |          |           |          |                |                                      |
| 3              | 1847    | 18                   | Bietigheim   | D (alt)     |          |            |          |          |           |          |                |                                      |
| 4              | 1848    | 19                   | Lauffen      | C (alt)     | 1871     | B3         | 1B n2    |          |           |          | 1905           |                                      |
| 5              | 1848    | 20                   | Zaber        | D (alt)     | 1881     | B3         | 1B n2    |          |           |          |                |                                      |
| 6              | 1848    | 21                   | Stauffen     | C (alt)     | 1870     | D (Umbau)  | 1B n2    | 1884     | B (Umbau) | 1B n2    | 1910           |                                      |
| 7              | 1848    | 22                   | Rechenberg   | D (alt)     | 1879     | B3         | 1B n2    |          |           |          |                |                                      |
| 8              | 1848    | 23                   | Stromberg    | C (alt)     | 1868     | D (Umbau)  | 1B n2    | 1891     | T2        | 1B n2t   |                |                                      |
| 9              | 1848    | 24                   | Rosenstein   | D (alt)     | 1867     | D (Umbau)  | 1B n2    | 1890     | T2        | 1B n2t   |                |                                      |
| 15             | 1849    | 25                   | Kocher       | D (alt)     | 1867     | D (Umbau)  | 1B n2    | 1893     | T2        | 1B n2t   |                |                                      |
| 16             | 1849    | 26                   | Wartberg     | C (alt)     | 1869     | D (Umbau)  | 1B n2    | 1891     | T2        | 1B n2t   | 1910           |                                      |
| 17             | 1849    | 27                   | Argen        | C (alt)     | 1871     | D (Umbau)  | 1B n2    | 1892     | T2        | 1B n2t   |                |                                      |
| 18             | 1849    | 28                   | Teck         | D (alt)     | 1879     | T4a        | 2'B n2t  |          |           |          | 1911           |                                      |
| 19             | 1849    | 29                   | Biberach     | C (alt)     | 1870     | D (Umbau)  | 1B n2    | 1890     | T2        | 1B n2t   |                |                                      |
| 21             | 1849    | 31                   | Ravensburg   | D (alt)     | 1870     | B3         | 1B n2    | 1895     | Fb        | 1'C n2   |                |                                      |
| 23             | 1850    | 33                   | Iller        | D (alt)     | 1879     | B (Umbau)  | 1B n2    | 1883     | B3        | 1B n2    |                |                                      |
| 24             | 1850    | 34                   | Waldburg     | D (alt)     | 1867     | D (Umbau)  | 1B n2    | 1894     | T2        | 1B n2t   |                |                                      |
| 28             | 1851    | 38                   | Sachsenheim  | D (alt)     | 1875     | B3         | 1B n2    |          |           |          |                |                                      |
| 29             | 1851    | 39                   | Vaihingen    | D (alt)     | 1881     | T4a        | 2'B n2t  |          |           |          | 1913           |                                      |
| 30             | 1852    | 40                   | Maulbronn    | D (alt)     | 1876     | T4a        | 2'B n2t  |          |           |          | 1906           |                                      |
| 31             | 1852    | 41                   | Bretten      | D (alt)     | 1878     | B3         | 1B n2    | 1898     | Fb        | 1'C n2   |                |                                      |
| 32             | 1852    | 42                   | Bruchsal     | D (alt)     | 1877     | B3         | 1B n2    |          |           |          | 1913           |                                      |
| 33             | 1852    | 43                   | Rhein        | C (alt)     | 1870     | D (Umbau)  | 1B n2    | 1890     | T2        | 1B n2t   |                |                                      |
| 34             | 1852    | 44                   | Schwarzwald  | D (alt)     | 1878     | B3         | 1B n2    |          |           |          |                |                                      |
| 35             | 1852    | 45                   | Baden        | D (alt)     | 1877     | B3         | 1B n2    | 1898     | Fb        | 1'C n2   |                |                                      |
| 36             | 1852    | 46                   | Achalm       | D (alt)     | 1869     | D (Umbau)  | 1B n2    | 1891     | T2        | 1B n2t   |                |                                      |
| 214            | 1853    | 47                   | Lichtenstein | D (alt)     | 1867     | B3         | 1B n2    |          |           |          | 1912           |                                      |
| 227            | 1853    | 48                   | Pforzheim    | D (alt)     | 1869     | D (Umbau)  | 1B n2    | 1886     | T4a       | 2'B n2t  | 1913           |                                      |
| 228            | 1853    | 49                   | Calw         | C (alt)     | 1880     | B3         | 1B n2    |          |           |          |                |                                      |
| 229            | 1853    | 50                   | Nagold       | C (alt)     |          |            |          |          |           |          |                |                                      |
| 230            | 1853    | 51                   | Metter       | C (alt)     | 1879     | B3         | 1B n2    |          |           |          | 1905           |                                      |
| 231            | 1853    | 52                   | Schwaben     | C (alt)     | 1879     | B3         | 1B n2    |          |           |          | 1913           |                                      |